# Journée mondiale de la justice sociale
La Journée mondiale de la justice sociale est une journée internationale qui reconnaît la nécessité de promouvoir et de mettre en valeur la justice sociale. Cette notion fait référence à l'ensemble des efforts mis en place afin de s'attaquer aux problèmes tels que la pauvreté, l'exclusion, l'égalité des sexes, le chômage, les droits de l'homme et les protections sociales. De nombreuses organisations, dont l'ONU, l'American Library Association et l'Organisation internationale du travail font des déclarations sur l'importance de la justice sociale pour les personnes. De nombreuses organisations présentent également des plans pour une plus grande justice sociale en s'attaquant à la pauvreté, à l'exclusion sociale et économique et au chômage. L'Assemblée générale des Nations unies a décidé d'observer le 20 février de chaque année comme  la Journée mondiale de la justice sociale. Cela a été approuvé le 26 novembre 2007 mais c'est à partir  2009 que l'on la célèbre à travers le monde,,,,,,.
La déclaration se concentre essentiellement sur la garantie de résultats équitables pour tous par le biais de l'emploi, de la protection sociale, du dialogue social et des principes et droits fondamentaux,,,,.